# 1. til 11. etape af Vuelta a España 2017
Vuelta a España 2017 var den 72. udgave af cykelløbet Vuelta a España, en af cykelsportens Grand Tours. Løbet startede i Nîmes, Frankrig, den 19. august. Løbet sluttede i Madrid den 10. september.

## Klassementer
| Trøje                  | Trøje                                              | Trøje                   | Trøje                                                  |
| ---------------------- | -------------------------------------------------- | ----------------------- | ------------------------------------------------------ |
| Røde førertrøje        | Betegner den førende rytter i den samlede stilling | Grønne pointtrøje       | Betegner den førende rytter i pointkonkurrencen        |
| Blåprikkede bjergtrøje | Betegner den førende rytter i bjergkonkurrencen    | Hvide kombinationstrøje | Betegner den førende rytter i kombinationskonkurrencen |

## 1. etape
19. august 2017 — Nîmes, 13,7 km, holdtidskørsel (TTT)
| Nr. | Hold                 | Tid     |
| --- | -------------------- | ------- |
| 1   | BMC Racing Team      | 15' 58" |
| 2   | Quick-Step Floors    | + 6"    |
| 3   | Team Sunweb          | + 6"    |
| 4   | Team Sky             | + 9"    |
| 5   | Orica-Scott          | + 17"   |
| 6   | Bora-Hansgrohe       | + 21"   |
| 7   | Lotto-Soudal         | + 24"   |
| 8   | Movistar Team        | + 24"   |
| 9   | Bahrain-Merida       | + 31"   |
| 10  | Team Katusha-Alpecin | + 33"   |

| Nr. | Rytter                     | Hold              | Tid     |
| --- | -------------------------- | ----------------- | ------- |
| 1   | Rohan Dennis (AUS)         | BMC Racing Team   | 23' 21" |
| 2   | Daniel Oss (ITA)           | BMC Racing Team   | + 0"    |
| 3   | Nicolas Roche (IRL)        | BMC Racing Team   | + 0"    |
| 4   | Alessandro De Marchi (ITA) | BMC Racing Team   | + 0"    |
| 5   | Damiano Caruso (ITA)       | BMC Racing Team   | + 0"    |
| 6   | Tejay van Garderen (USA)   | BMC Racing Team   | + 0"    |
| 7   | Yves Lampaert (BEL)        | Quick-Step Floors | + 6"    |
| 8   | David de la Cruz (ESP)     | Quick-Step Floors | + 6"    |
| 9   | Bob Jungels (LUX)          | Quick-Step Floors | + 6"    |
| 10  | Julian Alaphilippe (FRA)   | Quick-Step Floors | + 6"    |

## 2. etape
20. august 2017 — Nîmes – Gruissan, 203,4 km
| Nr. | Rytter                    | Hold              | Tid        |
| --- | ------------------------- | ----------------- | ---------- |
| 1   | Yves Lampaert (BEL)       | Quick-Step Floors | 4h 36' 13" |
| 2   | Matteo Trentin (ITA)      | Quick-Step Floors | + 0"       |
| 3   | Adam Blythe (GBR)         | Aqua Blue Sport   | + 0"       |
| 4   | Edward Theuns (BEL)       | Trek-Segafredo    | + 0"       |
| 5   | Sacha Modolo (ITA)        | UAE Team Emirates | + 0"       |
| 6   | Michael Schwarzmann (GER) | Bora-Hansgrohe    | + 0"       |
| 7   | Tom Van Asbroeck (NED)    | Cannondale-Drapac | + 0"       |
| 8   | Daniel Oss (ITA)          | BMC Racing Team   | + 0"       |
| 9   | Patrick Konrad (AUT)      | Bora-Hansgrohe    | + 0"       |
| 10  | Vincenzo Nibali (ITA)     | Bahrain-Merida    | + 0"       |

| Nr. | Rytter                   | Hold              | Tid        |
| --- | ------------------------ | ----------------- | ---------- |
| 1   | Yves Lampaert (BEL)      | Quick-Step Floors | 4h 52' 17" |
| 2   | Matteo Trentin (ITA)     | Quick-Step Floors | + 1"       |
| 3   | Daniel Oss (ITA)         | BMC Racing Team   | + 3"       |
| 4   | Tejay van Garderen (USA) | BMC Racing Team   | + 17"      |
| 5   | Nicolas Roche (IRL)      | BMC Racing Team   | + 17"      |
| 6   | Rohan Dennis (AUS)       | BMC Racing Team   | + 17"      |
| 7   | Julian Alaphilippe (FRA) | Quick-Step Floors | + 18"      |
| 8   | Wilco Kelderman (NED)    | Team Sunweb       | + 18"      |
| 9   | Chris Froome (GBR)       | Team Sky          | + 21"      |
| 10  | Wout Poels (NED)         | Team Sky          | + 21"      |

## 3. etape
21. august 2017 — Prades Conflent Canigó – Andorra, 158,5 km
| Nr. | Rytter                   | Hold              | Tid        |
| --- | ------------------------ | ----------------- | ---------- |
| 1   | Vincenzo Nibali (ITA)    | Bahrain-Merida    | 4h 01' 22" |
| 2   | David de la Cruz (ESP)   | Quick-Step Floors | + 0"       |
| 3   | Chris Froome (GBR)       | Team Sky          | + 0"       |
| 4   | Romain Bardet (FRA)      | Ag2r-La Mondiale  | + 0"       |
| 5   | Esteban Chaves (COL)     | Orica-Scott       | + 0"       |
| 6   | Fabio Aru (ITA)          | Astana Pro Team   | + 0"       |
| 7   | Nicolas Roche (IRL)      | BMC Racing Team   | + 0"       |
| 8   | Tejay van Garderen (USA) | BMC Racing Team   | + 0"       |
| 9   | Domenico Pozzovivo (ITA) | Ag2r-La Mondiale  | + 0"       |
| 10  | Michael Woods (CAN)      | Cannondale-Drapac | + 25"      |

| Nr. | Rytter                   | Hold              | Tid        |
| --- | ------------------------ | ----------------- | ---------- |
| 1   | Chris Froome (GBR)       | Team Sky          | 8h 53' 44" |
| 2   | David de la Cruz (ESP)   | Quick-Step Floors | + 2"       |
| 3   | Nicolas Roche (IRL)      | BMC Racing Team   | + 2"       |
| 4   | Tejay van Garderen (USA) | BMC Racing Team   | + 2"       |
| 5   | Vincenzo Nibali (ITA)    | Bahrain-Merida    | + 10"      |
| 6   | Esteban Chaves (COL)     | Orica-Scott       | + 11"      |
| 7   | Fabio Aru (ITA)          | Astana Pro Team   | + 38"      |
| 8   | Adam Yates (GBR)         | Orica-Scott       | + 39"      |
| 9   | Domenico Pozzovivo (ITA) | Ag2r-La Mondiale  | + 43"      |
| 10  | Romain Bardet (FRA)      | Ag2r-La Mondiale  | + 48"      |

## 4. etape
22. august 2017 — Escaldes-Engordany – Tarragona, 198,2 km
| Nr. | Rytter                     | Hold                  | Tid        |
| --- | -------------------------- | --------------------- | ---------- |
| 1   | Matteo Trentin (ITA)       | Quick-Step Floors     | 4h 43' 57" |
| 2   | Juan José Lobato (ESP)     | Team LottoNL-Jumbo    | + 0"       |
| 3   | Tom Van Asbroeck (BEL)     | Cannondale-Drapac     | + 0"       |
| 4   | Edward Theuns (BEL)        | Trek-Segafredo        | + 0"       |
| 5   | Jens Debusschere (BEL)     | Lotto-Soudal          | + 0"       |
| 6   | Sacha Modolo (ITA)         | UAE Team Emirates     | + 0"       |
| 7   | Lorenzo Manzin (FRA)       | FDJ                   | + 0"       |
| 8   | Søren Kragh Andersen (DEN) | Team Sunweb           | + 0"       |
| 9   | Youcef Reguigui (ALG)      | Dimension Data        | + 0"       |
| 10  | Jetse Bol (NED)            | Team Manzana Postobón | + 0"       |

| Nr. | Rytter                   | Hold              | Tid         |
| --- | ------------------------ | ----------------- | ----------- |
| 1   | Chris Froome (GBR)       | Team Sky          | 13h 37' 41" |
| 2   | David de la Cruz (ESP)   | Quick-Step Floors | + 2"        |
| 3   | Nicolas Roche (IRL)      | BMC Racing Team   | + 2"        |
| 4   | Tejay van Garderen (USA) | BMC Racing Team   | + 2"        |
| 5   | Vincenzo Nibali (ITA)    | Bahrain-Merida    | + 10"       |
| 6   | Esteban Chaves (COL)     | Orica-Scott       | + 11"       |
| 7   | Fabio Aru (ITA)          | Astana Pro Team   | + 38"       |
| 8   | Adam Yates (GBR)         | Orica-Scott       | + 39"       |
| 9   | Romain Bardet (FRA)      | Ag2r-La Mondiale  | + 48"       |
| 10  | Simon Yates (GBR)        | Orica-Scott       | + 48"       |

## 5. etape
23. august 2017 — Benicàssim – Alcossebre, 175,7 km
| Nr. | Rytter                   | Hold                  | Tid        |
| --- | ------------------------ | --------------------- | ---------- |
| 1   | Aleksej Lutsenko (KAZ)   | Astana Pro Team       | 4h 24' 58" |
| 2   | Merhawi Kudus (ERI)      | Dimension Data        | + 42"      |
| 3   | Marc Soler (ESP)         | Movistar Team         | + 56"      |
| 4   | Matej Mohorič (SLO)      | UAE Team Emirates     | + 1' 11"   |
| 5   | Alexis Gougeard (FRA)    | Ag2r-La Mondiale      | + 1' 24"   |
| 6   | Marco Haller (AUT)       | Team Katusha-Alpecin  | + 1' 37"   |
| 7   | Julian Alaphilippe (FRA) | Quick-Step Floors     | + 1' 40"   |
| 8   | Jetse Bol (NED)          | Team Manzana Postobón | + 2' 04"   |
| 9   | Matvej Mamykin (RUS)     | Team Katusha-Alpecin  | + 2' 18"   |
| 10  | Jérémy Maison (FRA)      | FDJ                   | + 2' 31"   |

| Nr. | Rytter                   | Hold              | Tid         |
| --- | ------------------------ | ----------------- | ----------- |
| 1   | Chris Froome (GBR)       | Team Sky          | 18h 07' 10" |
| 2   | Tejay van Garderen (USA) | BMC Racing Team   | + 10"       |
| 3   | Esteban Chaves (COL)     | Orica-Scott       | + 11"       |
| 4   | Nicolas Roche (IRL)      | BMC Racing Team   | + 13"       |
| 5   | David de la Cruz (ESP)   | Quick-Step Floors | + 23"       |
| 6   | Vincenzo Nibali (ITA)    | Bahrain-Merida    | + 36"       |
| 7   | Fabio Aru (ITA)          | Astana Pro Team   | + 49"       |
| 8   | Adam Yates (GBR)         | Orica-Scott       | + 50"       |
| 9   | Simon Yates (GBR)        | Orica-Scott       | + 1' 09"    |
| 10  | Michael Woods (CAN)      | Cannondale-Drapac | + 1' 13"    |

## 6. etape
24. august 2017 — Villarreal – Sagunto, 204,4 km
| Nr. | Rytter                  | Hold              | Tid        |
| --- | ----------------------- | ----------------- | ---------- |
| 1   | Tomasz Marczyński (POL) | Lotto-Soudal      | 4h 47' 02" |
| 2   | Paweł Poljański (POL)   | Bora-Hansgrohe    | + 0"       |
| 3   | Enric Mas (ESP)         | Quick-Step Floors | + 0"       |
| 4   | Luis León Sánchez (ESP) | Astana Pro Team   | + 8"       |
| 5   | Jan Polanc (SLO)        | UAE Team Emirates | + 8"       |
| 6   | Warren Barguil (FRA)    | Team Sunweb       | + 26"      |
| 7   | Giovanni Visconti (ITA) | Bahrain-Merida    | + 26"      |
| 8   | Chris Froome (GBR)      | Team Sky          | + 26"      |
| 9   | Fabio Aru (ITA)         | Astana Pro Team   | + 26"      |
| 10  | Jack Haig (AUS)         | Orica-Scott       | + 26"      |

| Nr. | Rytter                   | Hold              | Tid         |
| --- | ------------------------ | ----------------- | ----------- |
| 1   | Chris Froome (GBR)       | Team Sky          | 22h 54' 38" |
| 2   | Esteban Chaves (COL)     | Orica-Scott       | + 11"       |
| 3   | Nicolas Roche (IRL)      | BMC Racing Team   | + 13"       |
| 4   | Tejay van Garderen (USA) | BMC Racing Team   | + 30"       |
| 5   | Vincenzo Nibali (ITA)    | Bahrain-Merida    | + 36"       |
| 6   | David de la Cruz (ESP)   | Quick-Step Floors | + 40"       |
| 7   | Fabio Aru (ITA)          | Astana Pro Team   | + 49"       |
| 8   | Adam Yates (GBR)         | Orica-Scott       | + 50"       |
| 9   | Michael Woods (CAN)      | Cannondale-Drapac | + 1' 13"    |
| 10  | Simon Yates (GBR)        | Orica-Scott       | + 1' 26"    |

## 7. etape
25. august 2017 — Llíria – Cuenca, 207 km
| Nr. | Rytter                     | Hold                  | Tid        |
| --- | -------------------------- | --------------------- | ---------- |
| 1   | Matej Mohorič (SLO)        | UAE Team Emirates     | 4h 43' 35" |
| 2   | Paweł Poljański (POL)      | Bora-Hansgrohe        | + 16"      |
| 3   | José Joaquín Rojas (ESP)   | Movistar Team         | + 16"      |
| 4   | Thomas De Gendt (BEL)      | Lotto-Soudal          | + 16"      |
| 5   | Alessandro de Marchi (ITA) | BMC Racing Team       | + 27"      |
| 6   | Floris De Tier (BEL)       | Team LottoNL-Jumbo    | + 27"      |
| 7   | Jetse Bol (NED)            | Team Manzana Postobón | + 29"      |
| 8   | Luis Ángel Maté (ESP)      | Cofidis               | + 1' 21"   |
| 9   | Anthony Perez (FRA)        | Cofidis               | + 1' 32"   |
| 10  | Arnaud Courteille (FRA)    | FDJ                   | + 1' 32"   |

| Nr. | Rytter                   | Hold                  | Tid         |
| --- | ------------------------ | --------------------- | ----------- |
| 1   | Chris Froome (GBR)       | Team Sky              | 27h 46' 51" |
| 2   | Esteban Chaves (COL)     | Orica-Scott           | + 11"       |
| 3   | Nicolas Roche (IRL)      | BMC Racing Team       | + 13"       |
| 4   | Tejay van Garderen (USA) | BMC Racing Team       | + 30"       |
| 5   | Vincenzo Nibali (ITA)    | Bahrain-Merida        | + 36"       |
| 6   | David de la Cruz (ESP)   | Quick-Step Floors     | + 40"       |
| 7   | Jetse Bol (NED)          | Team Manzana Postobón | + 46"       |
| 8   | Fabio Aru (ITA)          | Astana Pro Team       | + 49"       |
| 9   | Adam Yates (GBR)         | Orica-Scott           | + 50"       |
| 10  | Michael Woods (CAN)      | Cannondale-Drapac     | + 1' 13"    |

## 8. etape
26. august 2017 — Hellín – Xorret de Catí, 199,5 km
| Nr. | Rytter                   | Hold                 | Tid        |
| --- | ------------------------ | -------------------- | ---------- |
| 1   | Julian Alaphilippe (FRA) | Quick-Step Floors    | 4h 37' 55" |
| 2   | Jan Polanc (SLO)         | UAE Team Emirates    | + 2"       |
| 3   | Rafał Majka (POL)        | Bora-Hansgrohe       | + 2"       |
| 4   | Serge Pauwels (BEL)      | Dimension Data       | + 26"      |
| 5   | Nelson Oliveira (POR)    | Movistar Team        | + 28"      |
| 6   | Michel Kreder (NED)      | Aqua Blue Sport      | + 32"      |
| 7   | Maxime Monfort (BEL)     | Lotto-Soudal         | + 32"      |
| 8   | Bart De Clercq (BEL)     | Lotto-Soudal         | + 34"      |
| 9   | Alberto Losada (ESP)     | Team Katusha-Alpecin | + 37"      |
| 10  | Emanuel Buchmann (GER)   | Bora-Hansgrohe       | + 1' 04"   |

| Nr. | Rytter                   | Hold                 | Tid         |
| --- | ------------------------ | -------------------- | ----------- |
| 1   | Chris Froome (GBR)       | Team Sky             | 32h 26' 13" |
| 2   | Esteban Chaves (COL)     | Orica-Scott          | + 28"       |
| 3   | Nicolas Roche (IRL)      | BMC Racing Team      | + 41"       |
| 4   | Vincenzo Nibali (ITA)    | Bahrain-Merida       | + 53"       |
| 5   | Tejay van Garderen (USA) | BMC Racing Team      | + 58"       |
| 6   | Fabio Aru (ITA)          | Astana Pro Team      | + 1' 06"    |
| 7   | David de la Cruz (ESP)   | Quick-Step Floors    | + 1' 08"    |
| 8   | Adam Yates (GBR)         | Orica-Scott          | + 1' 18"    |
| 9   | Michael Woods (CAN)      | Cannondale-Drapac    | + 1' 41"    |
| 10  | Ilnur Zakarin (RUS)      | Team Katusha-Alpecin | + 1' 57"    |

## 9. etape
27. august 2017 — Orihuela – Cumbre del Sol, El Poble Nou de Benitatxell, 174 km
| Nr. | Rytter                 | Hold                 | Tid        |
| --- | ---------------------- | -------------------- | ---------- |
| 1   | Chris Froome (GBR)     | Team Sky             | 4h 07' 13" |
| 2   | Esteban Chaves (COL)   | Orica-Scott          | + 4"       |
| 3   | Michael Woods (CAN)    | Cannondale-Drapac    | + 5"       |
| 4   | Wilco Kelderman (NED)  | Team Sunweb          | + 8"       |
| 5   | Ilnur Zakarin (RUS)    | Team Katusha-Alpecin | + 8"       |
| 6   | Alberto Contador (ESP) | Trek-Segafredo       | + 12"      |
| 7   | David de la Cruz (ESP) | Quick-Step Floors    | + 12"      |
| 8   | Sam Oomen (NED)        | Team Sunweb          | + 12"      |
| 9   | Nicolas Roche (IRL)    | BMC Racing Team      | + 14"      |
| 10  | Vincenzo Nibali (ITA)  | Bahrain-Merida       | + 14"      |

| Nr. | Rytter                   | Hold                 | Tid         |
| --- | ------------------------ | -------------------- | ----------- |
| 1   | Chris Froome (GBR)       | Team Sky             | 36h 33' 16" |
| 2   | Esteban Chaves (COL)     | Orica-Scott          | + 36"       |
| 3   | Nicolas Roche (IRL)      | BMC Racing Team      | + 1' 05"    |
| 4   | Vincenzo Nibali (ITA)    | Bahrain-Merida       | + 1' 17"    |
| 5   | Tejay van Garderen (USA) | BMC Racing Team      | + 1' 27"    |
| 6   | David de la Cruz (ESP)   | Quick-Step Floors    | + 1' 30"    |
| 7   | Fabio Aru (ITA)          | Astana Pro Team      | + 1' 33"    |
| 8   | Michael Woods (CAN)      | Cannondale-Drapac    | + 1' 52"    |
| 8   | Adam Yates (GBR)         | Orica-Scott          | + 1' 55"    |
| 10  | Ilnur Zakarin (RUS)      | Team Katusha-Alpecin | + 2' 15"    |

## Hviledag
28. august 2017 — Provinsen Alicante

## 10. etape
29. august 2017 — Caravaca de la Cruz – ElPozo Alimentación, Alhama de Murcia, 164,8 km
| Nr. | Rytter                           | Hold                   | Tid        |
| --- | -------------------------------- | ---------------------- | ---------- |
| 1   | Matteo Trentin (ITA)             | Quick-Step Floors      | 3h 34' 56" |
| 2   | José Joaquín Rojas (ESP)         | Movistar Team          | + 1"       |
| 3   | Jaime Rosón (ESP)                | Caja Rural-Seguros RGA | + 19"      |
| 4   | Jacques Janse van Rensburg (RSA) | Dimension Data         | + 21"      |
| 5   | Alexandre Geniez (FRA)           | Ag2r-La Mondiale       | + 56"      |
| 6   | Marc Soler (ESP)                 | Movistar Team          | + 59"      |
| 7   | Luis León Sánchez (ESP)          | Astana Pro Team        | + 2' 22"   |
| 8   | Alessandro De Marchi (ITA)       | BMC Racing Team        | + 2' 22"   |
| 9   | Arnaud Courteille (FRA)          | FDJ                    | + 2' 40"   |
| 10  | Rafael Reis (POR)                | Caja Rural-Seguros RGA | + 3' 05"   |

| Nr. | Rytter                   | Hold                 | Tid         |
| --- | ------------------------ | -------------------- | ----------- |
| 1   | Chris Froome (GBR)       | Team Sky             | 40h 12' 44" |
| 2   | Esteban Chaves (COL)     | Orica-Scott          | + 36"       |
| 3   | Nicolas Roche (IRL)      | BMC Racing Team      | + 36"       |
| 4   | Vincenzo Nibali (ITA)    | Bahrain-Merida       | + 1' 17"    |
| 5   | Tejay van Garderen (USA) | BMC Racing Team      | + 1' 27"    |
| 6   | David de la Cruz (ESP)   | Quick-Step Floors    | + 1' 30"    |
| 7   | Fabio Aru (ITA)          | Astana Pro Team      | + 1' 33"    |
| 8   | Michael Woods (CAN)      | Cannondale-Drapac    | + 1' 52"    |
| 9   | Adam Yates (GBR)         | Orica-Scott          | + 1' 55"    |
| 10  | Ilnur Zakarin (RUS)      | Team Katusha-Alpecin | + 2' 15"    |

## 11. etape
30. august 2017 — Lorca – Calar Alto-observatoriet, 187,5 km
| Nr. | Rytter                   | Hold                 | Tid        |
| --- | ------------------------ | -------------------- | ---------- |
| 1   | Miguel Ángel López (COL) | Astana Pro Team      | 5h 05' 09" |
| 2   | Chris Froome (GBR)       | Team Sky             | + 14"      |
| 3   | Vincenzo Nibali (ITA)    | Bahrain-Merida       | + 14"      |
| 4   | Wilco Kelderman (NED)    | Team Sunweb          | + 14"      |
| 5   | Romain Bardet (FRA)      | Ag2r-La Mondiale     | + 31"      |
| 6   | Alberto Contador (ESP)   | Trek-Segafredo       | + 31"      |
| 7   | Ilnur Zakarin (RUS)      | Team Katusha-Alpecin | + 31"      |
| 8   | Mikel Nieve (ESP)        | Team Sky             | + 31"      |
| 9   | Darwin Atapuma (COL)     | UAE Team Emirates    | + 1' 02"   |
| 10  | David de la Cruz (ESP)   | Quick-Step Floors    | + 1' 14"   |

| Nr. | Rytter                   | Hold                 | Tid         |
| --- | ------------------------ | -------------------- | ----------- |
| 1   | Chris Froome (GBR)       | Team Sky             | 45h 18' 01" |
| 2   | Vincenzo Nibali (ITA)    | Bahrain-Merida       | + 1' 19"    |
| 3   | Esteban Chaves (COL)     | Orica-Scott          | + 2' 33"    |
| 4   | David de la Cruz (ESP)   | Quick-Step Floors    | + 2' 36"    |
| 5   | Wilco Kelderman (NED)    | Team Sunweb          | + 2' 37"    |
| 6   | Ilnur Zakarin (RUS)      | Team Katusha-Alpecin | + 2' 38"    |
| 7   | Fabio Aru (ITA)          | Astana Pro Team      | + 2' 57"    |
| 8   | Michael Woods (CAN)      | Cannondale-Drapac    | + 3' 01"    |
| 9   | Alberto Contador (ESP)   | Trek-Segafredo       | + 3' 55"    |
| 10  | Miguel Ángel López (COL) | Astana Pro Team      | + 4' 11"    |